# Charles Sealsfield
Charles Sealsfield, pseudonyme de Karl Postl, est un théologien, journaliste et romancier d'origine autrichienne qui a vécu pendant quelques années aux États-Unis. Là, il a d'abord rédigé deux récits de voyage, dont son récit anonyme sur son pays natal a été publié en français dès 1828: L'Autriche telle qu'elle est, ou, Chronique secrète de certaines cours d'Allemagne, par un témoin oculaire (A. Bossange, Paris 1828). Plus tard, il a écrit des œuvres de fiction sur la rencontre des immigrants européens avec les peuples indigènes d'Amérique et sur la forme républicaine de l'État.
Postl a vécu longtemps au bord du lac de Constance, près du château d'Arenenberg de la reine Hortense, sous son pseudonyme de Charles Sealsfield, et semble avoir eu des contacts intensifs avec des napoléoniens, y compris, selon ses récits, avec le futur empereur Napoléon III.
Dans les années 1853-1858, il a de nouveau vécu en Amérique et accepté la citoyenneté américaine. Il a ensuite acheté une maison à Soleure en Suisse et y a passé la fin de sa vie. Son héritage n'a pas été conservé, mais la bibliothèque centrale de Soleure abrite une vaste collection sur sa vie et son œuvre, la Sealsfield-Sammlung Kresse.